# 2018 في إيران
فيما يلي قوائم الأحداث التي وقعت خلال عام 2018 في إيران.

## سياسة

### انتهاء فترة المنصب
- 24 ديسمبر – محمود الهاشمي الشاهرودي رئيس مجمع تشخيص مصلحة النظام.

## رياضة
- 5 أكتوبر – طواف إيران 2018 الفائزون Venantas Lašinis [الإنجليزية]‏، Mohammad Ganjkhanlou [الإنجليزية]‏، Meron Abraham  [لغات أخرى]‏، Saeid Safarzadeh [الإنجليزية]‏، سوبرانو هام ايزوريكس 2018  [لغات أخرى]‏، ديمتري سوكولوف [الإنجليزية]‏.

## أفلام
من الأفلام التي صدرت هذه السنة في إيران:
- 11 فبراير – بتوقيت الشام من إخراج إبراهيم حاتمي كيا.
- 6 يونيو – 3 وجوه من إخراج جعفر بناهي.

## وفيات

### يناير
- 2 يناير – علي أكبر معين فر (مواليد 1928) سياسي إيراني وأول وزير نفط إيراني في الجمهورية الإسلامية الإيرانية.

### مارس
- 22 مارس – داريوش شايغان (مواليد 1935) فيلسوف ومفكر ومنظر إيراني.

### سبتمبر
- 2 سبتمبر – إحسان يارشاطر (مواليد 1920) مؤرخ وأكاديمي ولغوي إيراني.

### ديسمبر
- 12 ديسمبر – إيرج دانايي فرد (مواليد 1951) لاعب كرة قدم إيراني.